# Auguste Romieu
Pour les articles homonymes, voir Romieu.
François-Auguste Romieu, né le 17 septembre 1800 à Paris (ancien 11e arrondissement), et mort le 16 novembre 1855 à Nyons (Drôme), est un haut fonctionnaire et écrivain français.

## Biographie
François-Auguste Romieu naît à Paris le 30 fructidor an VIII (17 septembre 1800). Il est le fils d'Antoine-Alexandre Romieu, adjudant général et diplomate, et de son épouse, Henriette Marguerite Augustine Moulé de la Raitrie.
Élève préparationnaire au lycée Henri IV, Auguste Romieu fut admis à l’École polytechnique, il fut nommé conservateur des Antiquités du Morbihan (1828) puis sous-préfet de Quimperlé (août 1830), et s'illustra par ses rapports véhéments contre la pratique de la langue bretonne.
Il fut ensuite sous-préfet de Louhans (1832), préfet de la Dordogne (14 juillet 1833 - 9 juillet 1843), de la Haute-Marne (1843) et d'Indre-et-Loire (1847). Durant l'époque où il fut préfet de Dordogne, il fit acheter par le département l'abbaye de Cadouin qu'il sauva ainsi de la ruine. C'est un joyau qui mélange subtilement l'art roman et le gothique flamboyant. À l'intérieur du cloître, sur la façade, une plaque de marbre qui rappelle son intervention est insérée au-dessus d'un reste de fresque.
Révoqué de ses fonctions préfectorales le 24 février 1848, il se rallie à la politique de Louis-Napoléon Bonaparte ; c'est à l'initiative de ce dernier, qu'il contribue à la naissance de l'hebdomadaire Le Napoléon, en janvier 1850, auquel il associe notamment Eugène Briffaut, Alexandre Dumas fils et Jules Breynat, dit de Saint-Véran. Après le coup d'État du 2 décembre 1851, il fut nommé directeur des beaux-arts (1852), puis inspecteur général des bibliothèques de la couronne (1853). Il meurt le 16 novembre 1855 à Nyons, ville natale de son père.
Il est resté célèbre pour son humour et ses facéties, rapportées par Alexandre Dumas dans ses Mémoires.

## Distinctions
- Chevalier de la Légion d'honneur (1er mai 1834)[8]
- Officier de la Légion d'honneur (30 mai 1838)[8]

## Œuvres
- Proverbes romantiques (1827)
- Code gourmand. Manuel complet de gastronomie comprenant les lois, règles, applications et exemples de l'art de bien vivre (1827). Avec Horace-Napoléon Raisson.
- Scènes contemporaines laissées par Madame la Vicomtesse de Chamilly, Urbain Canel, 1828

- De l'Administration sous le régime républicain (1849) Texte en ligne
- L'Ère des Césars, éd. Ledoyen (1850)
- Le Spectre rouge de 1852 (1851). Pamphlet « anti-démocrate et réactionnaire » très en vogue parmi les partisans de l'ordre et annonciateur du coup de force de Louis-Napoléon Bonaparte.

- Le Mousse, Paris, G. Barba, (1851)

Théâtre
- Mérinos Béliéro, ou l'Autre école des vieillards, parodie en 5 actes et en vers, Paris, Théâtre des Variétés, 20 juin 1829. Avec Michel-Nicolas Balisson de Rougemont.
- Henry V et ses compagnons, drame en 3 actes, Paris, Théâtre des Nouveautés, 27 février 1830. Avec Alphonse Royer. Musique de Giacomo Meyerbeer.